# 共産主義大建設計画

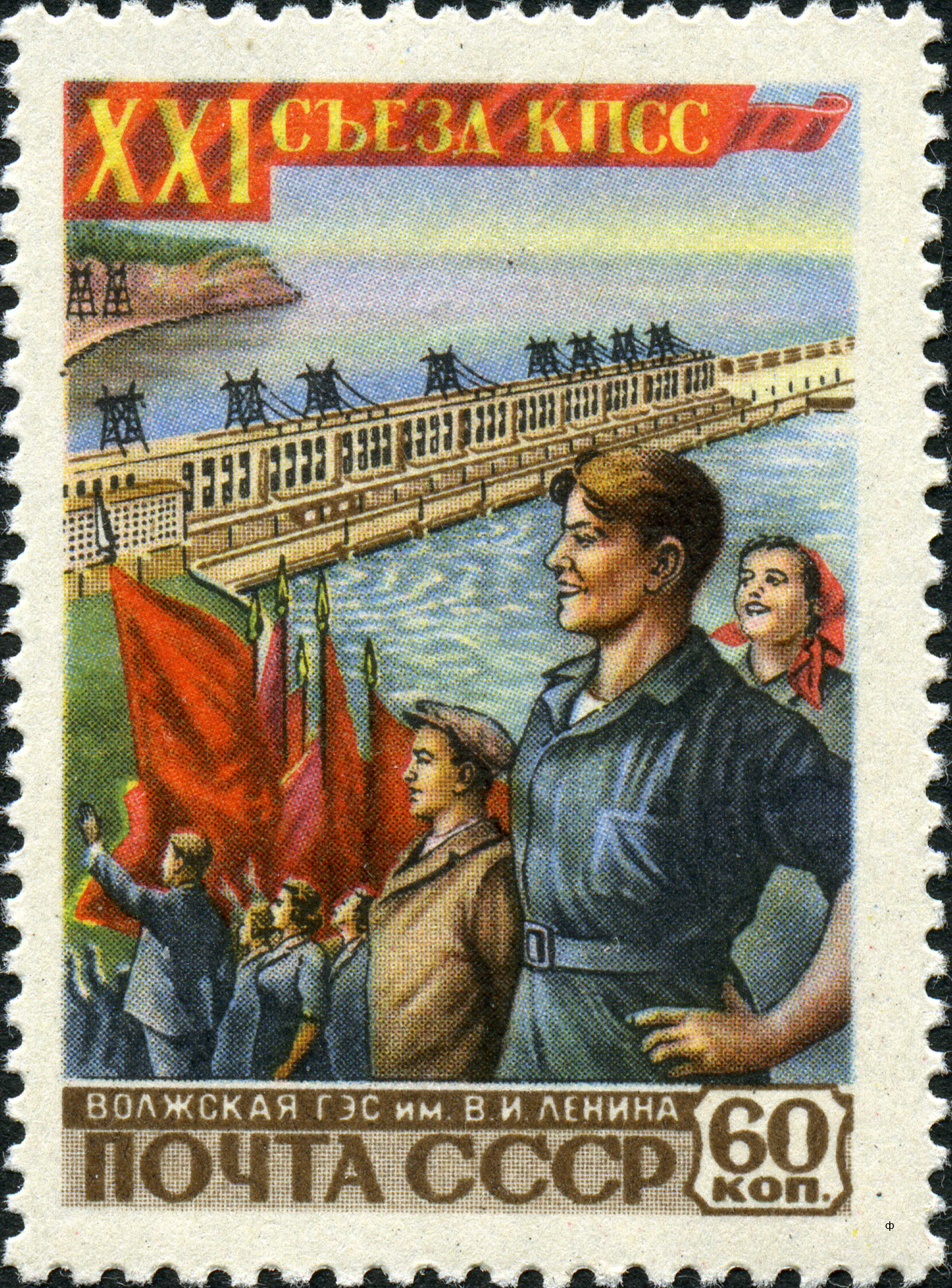
ソビエト連邦共産党21回大会：「共産主義大建設計画」の記念切手（ ウラジーミル・レーニン記念ヴォルガ水力発電所、1959年）

共産主義大建設計画（きょうさんしゅぎだいけんせつけいかく、ロシア語: Великие стройки коммунизма）とは、第二次世界大戦が終結してしばらく後の1951年に、ソビエト連邦でヨシフ・スターリン書記長とその後継者たちの指導のもとに行われた国内向けの大動員、経済政策を指す。これらは、アメリカ合衆国で1956年から行われたドワイト・D・アイゼンハワー大統領の州間高速道路計画などに相当する。
1952年発行の水路学に関する雑誌には、次のような利水計画が載っている。
- クイビシェフ水力発電所（後にジグリ水力発電所と改名）
- スターリングラード水力発電所（後にヴォルガ水力発電所と改名）と、それに付随するカスピ海沿岸低地の灌漑水路網
- ツィムリャンスク水力発電所（Цимлянская ГЭС）
- カホフカ水力発電所（Каховская ГЭС、ウクライナ）と北クリミア運河、南ウクライナ運河、北クリミアと南ウクライナにおける灌漑水路網
- トゥルクメン運河（未完成）（後にカラクーム運河に取って代わられた）
- ヴォルガ・ドン運河
- 白海・バルト海運河
- モスクワ運河

## 参照項目
- 自然改造計画（1948年）